# Perezoso terrestre

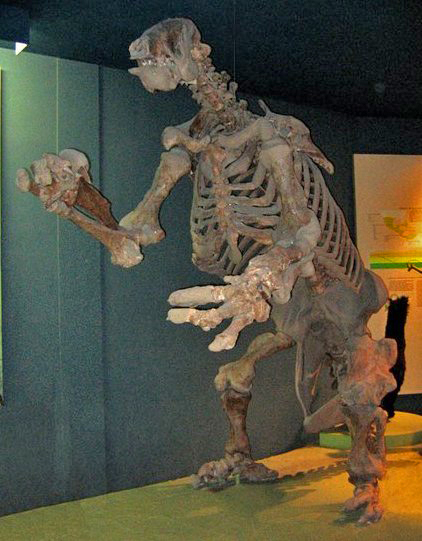
Eremotherium.

Los perezosos terrestres es el nombre común que recibe un grupo diverso de mamíferos extintos pertenecientes al superorden Xenarthra y al orden Pilosa, que estaban emparentados con los perezosos actuales. Vivían en el suelo, a diferencia de las especies actuales que son arborícolas.

## Familias
Los perezosos terrestres se repartían en las siguientes familias:
- Rathymotheriidae† Ameghino, 1904
- Scelidotheriidae† Ameghino, 1889
- Mylodontidae† Gill, 1872
- Orophodontidae† Ameghino, 1895
- Megalonychidae† Gervais, 1855
- Megatheriidae† Gray, 1821

## Diversidad

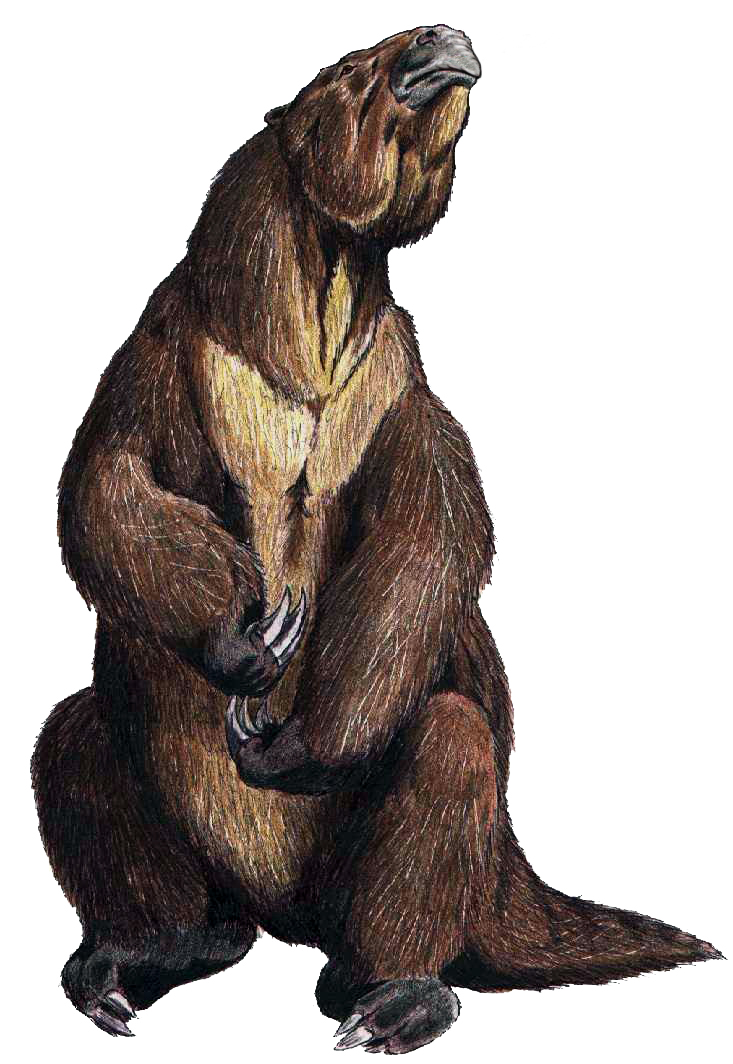
Megatherium es un género extinto, endémico de América Central y del Sur

Entre el Oligoceno y Pleistoceno existió una variada fauna de perezosos terrestres gigantes; eran animales cuadrúpedos con las patas anteriores más largas que las posteriores, y provistas de garras. Es probable que fuesen prácticamente bípedos agarrando las ramas de los árboles y arrancándolas con su peso. Se han descrito cerca de 50 géneros de perezosos terrestres, muestra de que tuvieron un gran éxito ecológico en los bosques sudamericanos. Megatherium era mayor que un elefante; Neomylodon persistió casi hasta la actualidad; otros géneros fueron Megalonyx, Mylodon y Eremotherium. Habitaron en América del Sur y parte de América del Norte.